# To Be True
To Be True — музичний альбом, гурту Harold Melvin & the Blue Notes випущений на лейблі Philadelphia International Records у лютому 1975 року. Був створений соул дуетом Гембл і Хафф.
Альбом містить хіт-сингли «Bad Luck», «Hope That We Can Be Together Soon» з Шерон Пейдж і «Where Are All My Friends».
Альбом був перероблений і перевиданий з бонусними треками в 2016 році Big Break Records.

## Трек-лист
| Сторона один | Сторона один                                                       | Сторона один                                      | Сторона один |
| #            | Назва                                                              | Автор                                             | Тривалість   |
| ------------ | ------------------------------------------------------------------ | ------------------------------------------------- | ------------ |
| 1.           | «Where Are All My Friends»                                         | Gene McFadden, John Whitehead, Victor Carstarphen | 3:22         |
| 2.           | «To Be True»                                                       | Гембл і Хафф                                      | 4:42         |
| 3.           | «Pretty Flower»                                                    | McFadden, Whitehead, Carstarphen                  | 5:42         |
| 4.           | «Hope That We Can Be Together Soon» (Female vocal by Sharon Paige) | Gamble, Huff                                      | 3:45         |

| Сторона два | Сторона два                    | Сторона два                      | Сторона два |
| #           | Назва                          | Автор                            | Тривалість  |
| ----------- | ------------------------------ | -------------------------------- | ----------- |
| 5.          | «Nobody Could Take Your Place» | Gamble, Huff                     | 4:22        |
| 6.          | «Somewhere Down the Line»      | Gamble, Huff                     | 4:55        |
| 7.          | «Bad Luck»                     | McFadden, Whitehead, Carstarphen | 6:29        |
| 8.          | «All Because of a Woman»       | McFadden, Whitehead, Huff        | 5:29        |

| 2016 ремастеризоване перевидання бонус-треків | 2016 ремастеризоване перевидання бонус-треків        | 2016 ремастеризоване перевидання бонус-треків |
| #                                             | Назва                                                | Тривалість                                    |
| --------------------------------------------- | ---------------------------------------------------- | --------------------------------------------- |
| 9.                                            | «Hope That We Can Be Together Soon» (Single Version) | 3:26                                          |
| 10.                                           | «Bad Luck» (Tom Moulton Mix)                         | 7:56                                          |

## Персонал
- Гарольд Мелвін, Тедді Пендерграсс, Бернард Вілсон, Лоуренс Браун, Джеррі Каммінгс – вокал
- Шерон Пейдж – жіночий вокаліст у пісні «Hope That We Can Be Together Soon»
- MFSB – музика
- Карла Бенсон, Еветт Бентон, Барбара Інгрем - бек-вокал

## Чарти
| Діаграма (1975)                 | пік </br> |
| ------------------------------- | --------- |
| Найкращі платівки Billboard США | 26        |
| Платівки US Billboard Top Soul  | 1         |

Сингли
| Рік      | Сингли                                       | Пікові позиції на діаграмі | Пікові позиції на діаграмі | Пікові позиції на діаграмі | Пікові позиції на діаграмі |
| Рік      | Сингли                                       | Billboard Hot 100          | US R&B                     | US Dance                   |                            |
| -------- | -------------------------------------------- | -------------------------- | -------------------------- | -------------------------- | -------------------------- |
| 1974 рік | "Де всі мої друзі"                           | 80                         | 8                          | 11                         |                            |
| 1975 рік | «Невезіння (частина 1)»                      | 15                         | 4                          | 1                          |                            |
| 1975 рік | «Сподіваюся, що скоро ми зможемо бути разом» | 42                         | 1                          | —                          |                            |